# 菅野良一
菅野 良一（すがの よしかず、1969年8月31日 - ）は日本の舞台俳優。東京都出身。
愛媛大学理学部卒業後、1993年に演劇集団キャラメルボックスに入団。同時に、愛媛大学農学研究科に進学。以後、役者と大学院生を両立する。現在は北にある大学に籍を移籍。バッタを主に研究しつつも年に1〜2公演は必ず出演している。

## 主な出演

### 映画
- 緑の街(小田和正監督)
- 耳をすませば

### テレビドラマ
- 素晴らしい世界「僕の落とし物」(HTB) - 同劇団員である岡内美喜子・実川貴美子・多田直人と共に出演

### ラジオドラマ
- 旅猫リポート(2014年、青春アドベンチャー)

### 舞台

#### 演劇集団キャラメルボックス
太字は主演作品
- 『キャンドルは燃えているか』(1993年、加古川)
- 『俺たちは志士じゃない』(1994年・1998年、沖田総司)
- 『風を継ぐ者』(1996年・2001年、沖田総司)
- 『不思議なクリスマスのつくりかた』(1996年、ライナス)
- 『TRUTH』(1999年、隼助)
- 『クローズ・ユア・アイズ』(2000年、プロキオン)
- 『賢治島探検記』(2002年)
- 『裏切り御免!』(2002年、笠原進八)
- 『我が名は虹』(2004年、鉄)
- 『クロノス』(2005年、吹原和彦)
- 『少年ラヂオ』(2006年、筑紫野)
- 『サボテンの花』（2007年、宮崎先生）
- 『トリツカレ男』(2007年、ロミオ)
- 『エンジェル・イヤーズ・ストーリー』(2009年、黒石春樹)
- 『銀河旋律』(2011年、サルマル) - 2011年7月3日限定。[2]
- 『流星ワゴン』（2011年、武藤伸之）
- 『キャロリング』(2012年、佐々木勉)
- 『隠し剣鬼ノ爪』(2013年、大蔵)
- 『盲目剣谺返し』(2013年、徳平)
- 『あなたがここにいればよかったのに』(2014年、深見常比古)
- 『ブリザード・ミュージック』(2014年、鮫島金四郎)
- 『BREATH』(2015年、風呂木温)
- 『ゴールデンスランバー』(2016年、轟静夫/児島安雄/高校生3)

#### 客演
- 『旅猫リポート』(2013年、スカイロケット) - コースケ/トラマル役
- 『サヨナラの物語』(2013年、劇団PEOPLE PURPLE)

## 書籍
2001年1月〜2003年3月までCARAMELBOX PRESS on the WEBで掲載されていたエッセイ「困中記」(こんちゅうき)を加筆・修正し、2007年11月に株式会社ロゼッタストーンより、書籍『困中記』が出版された。帯コメントを小田和正が書いている。

## 参考
1. ↑   菅野良一『困虫記』ロゼッタストーン、2007年初版、表紙裏記載プロフィールより引用
2. ↑  “[http://www.caramelbox.com/stage/stardust-melody2011/index.html 2011年キャラメルボックス緊急公演vol.2 『銀河旋律』
公式サイト]”.  演劇集団キャラメルボックス. 2012年9月20日閲覧。
3. ↑   菅野良一『困虫記』ロゼッタストーン、2007年初版、書籍帯より引用